# Pablo Sánchez (abogado)
Pablo Wilfredo Sánchez Velarde (Lima, 26 de junio de 1956) es un abogado y docente universitario peruano. Fue fiscal de la nación, en sustitución del predecesor en el cargo, Carlos Ramos Heredia, por decisión del Consejo Nacional de la Magistratura. Asumió el cargo desde el 5 de julio de 2015 hasta el 7 de junio de 2018. Volvió a asumir el cargo de forma temporal el 30 de marzo de 2022 hasta la designación de plazas faltantes en la Junta de Fiscales Supremos. Desde el 11 de noviembre de 2005, es fiscal supremo titular de la Junta de Fiscales Supremos del Ministerio Público. En diciembre de 2023, tras la suspensión de Patricia Benavides en el cargo de fiscal de la nación, Sánchez asumió de forma interina dicho cargo.

## Biografía
Graduado de abogado por la Universidad Mayor de San Marcos. En lo que respecta al derecho penal, su carrera como fiscal comenzó en 2011. Cuando la fiscal Nelly Calderón le encargó las primeras investigaciones contra el expresidente Alberto Fujimori y el asesor presidencial Vladimiro Montesinos.
Fue nombrado fiscal supremo titular de la Junta de Fiscales Supremos, el 11 de noviembre de 2005, por el Consejo Nacional de la Magistratura.
Tomó relevancia nacional cuando asumió como nuevo fiscal de la nación del Ministerio Público en reemplazo del predecesor en el cargo, Carlos Ramos Heredia, quien fue cesado de su cargo por inconducta funcional. Sánchez ya venía ejerciendo como fiscal miembro de la Junta de Fiscales Supremos. Su elección como nuevo fiscal de la nación obtuvo apoyo mediático por parte de la ONG IDL-Reporteros y otras organizaciones menores de lucha contra la corrupción.
Como fiscal de la nación su mayor logro fue crear las investigaciones de Lava Jato. Esta decisión fue saludada por la Asociación Iberoamericana de Ministerios Públicos. Sin embargo fue cuestionado por los congresistas fujimoristas Daniel Salaverry y Yeni Vilcatoma por no avanzar con las investigaciones del caso Odebrecht a lo que Sánchez respondió que eso no era cierto y que se estaba investigando las firmas Graña y Montero, entre otras implicadas.
El 30 de diciembre de 2017, Sánchez negó tener relación con la filtración de audios no públicos de la declaración de Marcelo Odebrecht, que fue realizada por IDL-Reporteros. El fiscal de la nación dijo que los temas de la privacidad de los audios eran responsabilidad del fiscal José Domingo Pérez.
El 13 de marzo de 2018, dio la orden de archivar las investigaciones sobre el caso Chinchero. En las que se encontraban vinculados la exviceministra de Transportes Fiorella Molinelli y el presidente Martín Vizcarra. Su período como cabeza del Ministerio Público acabó el 7 de junio de 2018, cuando por la Junta de Fiscales Supremos mediante votación se escogió a Pedro Chávarry. Sin embargo, siempre ejerce con férreo vigor la defensa del MP que propugna. 
En julio de 2018, fue designado como jefe de la Primera Fiscalía Suprema Penal, cargo que ocupaba su sucesor en el cargo de fiscal de la nación.
Fuera del liderazgo del Ministerio Público, fue cuestionado por la contratación del exfiscal federal suizo Stefan Lenz para las investigaciones del caso Lavajato. Siendo el contrato de Lenz de 660 000 soles y, que al final, no se entregó el informe de algún avance de la investigación. Dicha noticia fue dada a conocer por el nuevo jefe del caso Lavajato, Rafael Vela Barba.
De nuevo como fiscal fue designado, el 5 de agosto de 2018, como el encargado principal de la investigación del juez César Hinostroza y otros implicados en los CNM Audios. En octubre de 2020, es nombrado coordinador del Equipo Especial del caso Los Cuellos Blancos del Puerto.
En 2023 asumió nuevamente el cargo de fiscal interino tras los escándalos de corrupción ocurridos durante el cargo de Patricia Benavides. Para ello, Sánchez ordenó la restricción de acceso a las oficinas donde operaba Benavides. 

## Controversias

### Acusación de manipulación de pruebas
En 2015 Delia Espinoza acusó a Sánchez por supuestamente «manipular pruebas» por parte de «fiscales independientes» luego de haber defenestrado de la Fiscalía de Lavado de Activos y Pérdida de Dominio.

### Presunta filtración de audios del Caso Odebrecht
El 30 de diciembre de 2017, Sánchez negó tener relación con la filtración de audios no públicos de la declaración de Marcelo Odebrecht, que fue realizada por IDL-Reporteros. El fiscal de la nación dijo que los temas de la privacidad de los audios eran responsabilidad del fiscal José Domingo Pérez.

### Presunta filtración de audios de Los Cuellos Blancos
El exfiscal de la Nación, Pedro Chávarry, acusó a Pablo Sánchez de estar detrás de la filtración de audios de "Los Cuellos Blancos" a IDL-Reporteros con la intención de perjudicarlo.

### Caso Chinchero
El 13 de marzo de 2018, dio la orden de archivar las investigaciones sobre el caso Chinchero. En las que se encontraban vinculados la exviceministra de Transportes Fiorella Molinelli y el presidente Martín Vizcarra. Tras el estallido del escándalo de corrupción en el Ministerio Público se dio las declaraciones de Jaime Villanueva en donde menciona que Sánchez ordenó archivar el caso para que Vizcarra pudiera asumir la presidencia.

### Contratación de Lenz
Fuera del liderazgo del Ministerio Público, el diario Público, el 8 de agosto de 2018, público un escándalo, que se desarrolló durante la gestión de Sánchez. Por la contratación del exfiscal federal suizo Stefan Lenz para las investigaciones del caso Lavajato. Siendo el contrato de Lenz de 660 000 soles y, que al final, no se entregó el informe de algún avance de la investigación. Dicha noticia fue dada a conocer por el nuevo jefe del caso Lavajato, Rafael Vela Barba.

### Caso de consultoría
En 2023 el fiscal anticorrupción Reynaldo Abia amplió cargos contra una consultoría mientras Pablo Sánchez Velarde formó parte de su gestión. Además, solicitó que se reexamine el archivo realizado por Zoraida Ávalos a la denuncia contra Sánchez Velarde por el delito de colusión por la contratación de una asesoría de imagen.

### Presunto liderazgo de Los Cuellos Blancos
En una audiencia contra Sergio Noguera Ramos, de noviembre de 2023, Noguera sindicó a Sánchez como el líder de la organización criminal conocida como "Los Cuellos Blancos".